# Nornalupia
Nornalupia – rodzaj chrząszczy z rodziny biegaczowatych i podrodziny Harpalinae. Obejmuje dwa opisane gatunki. Oba są endemitami Australii Zachodniej. Bytują w ściółce.

## Morfologia
Samce osiągają od 6,2 do 8,2 mm długości i od 2,4 do 3,2 mm szerokości, samice zaś od 6,4 do 8,4 mm długości i od 2,6 do 3,3 mm długości ciała. Kształt ciała jest wydłużony, wysklepiony. Ubarwienie jest ciemnobrązowe do niemal czarnego z rudobrązowymi wargą górną oraz krawędziami przedplecza i pokryw, a brązowymi: czułkami, głaszczkami i odnóżami. Wierzch ciała jest lśniący, ale bez połysku metalicznego.
Głowa jest bardzo duża, dłuższa od przedplecza, tylko niewiele węższa od niego i niemal tak samo wysoka jak ono. Nadustek ma parę chetoporów bocznych. Szczytowa krawędź wargi górnej jest prosta. Oczy są bardzo małe i płaskie. Szerokie policzki niemal dorównują im szerokością. Szew czołowo-nadustkowy jest pogłębiony i przedłużeniami nadustkowo-ocznymi osiąga bruzdy nadoczne. Długie i silnie wysklepione skronie dość gwałtownie opadają ku szyi. Na smukłych czułkach owłosienie zaczyna się od wierzchołkowej połowy trzeciego członu. Żuwaczki są przysadziste. Warga dolna ma bródkę z ostrym zębem środkowym i parą szczecin oraz całkowicie od niej oddzielony podbródek z dwiema parami szczecinek po bokach. Wąskie przyjęzyczki oddzielone są odsiebnie od sklerytu języczka głębokimi wcięciami.
Przedplecze ma krawędź przednią tylko po bokach obrzeżoną, a krawędzie boczne zbiegające ku tyłowi i z parą szczecinek. Pokrywy są przeciętnie sklepione, podługowato-owalne, o wydatnych kątach barkowych, czasem z głębokim przedwierzchołkowym zafalowaniem krawędzi bocznych. Występuje na nich dziewięć rzędów i bruzdy boczne, brak jest rzędu przytarczkowego. Trzeci międzyrząd ma pojedynczy chetopor dyskalny. Tylna para skrzydeł nie występuje. Odnóża są smukłe, u samców z lekko rozszerzonymi stopami pary przedniej i środkowej. Golenie przedniej pary zwieńczone są trzema kolcami i lancetowatą ostrogą.

## Ekologia i występowanie
Owady endemiczne dla Australii, znane tylko z południowo-zachodniej części Australii Zachodniej. N. megacephala znany jest tylko z Parku Narodowego Walpole-Nornalup, zaś wikariancki N. impuncta tylko z Parku Narodowym Stirling Range.
Chrząszcze te zamieszkują ściółkę lasów. Żerują prawdopodobnie na nasionach (spermatofagia), do których miażdżenia przystosowaniem jest ich duża głowa.

## Taksonomia
Rodzaj i gatunek typowy opisane zostały w 2003 roku przez Borisa Katajewa. Nazwa rodzajowa pochodzi od Parku Narodowego Walpole-Nornalup, w którym znajduje się miejsce typowe gatunku typowego. Kolejny gatunek opisany został przez tego samego autora w 2007 roku. W sumie do rodzaju należą:
- Nornalupia impuncta Kataev, 2007
- Nornalupia megacephala Kataev, 2003